# Saint-Bonnet-le-Froid
 Saint-Bonnet-le-Froid  es una población y comuna francesa, situada en la región de Auvernia, departamento de Alto Loira, en el distrito de Yssingeaux y cantón de Montfaucon-en-Velay.

## Demografía
| 211 | 200 | 185 | 180 | 180 | 194 |
| Para los censos de 1962 a 1999 la población legal corresponde a la población sin duplicidades (Fuente: INSEE [Consultar]) |     |     |     |     |     |